# Зид плача
Зид плача, у јудаизму познат као Западни зид (хебр. הַכּוֹתֶל הַמַּעֲרָבִי, HaKotel HaMa'aravi), а у исламу као Бураков зид (арап. حَائِط ٱلْبُرَاق, Ḥā'iṭ al-Burāq), древни је кречњачки зид у Старом граду. То је релативно мали сегмент далеко дужег древног потпорног зида, који је у цјелини био познат као „Западни зид”. Зид је првобитно подигнут у оквиру проширења Другог храма које је започео Ирод Велики, што је довело до затварања природног, стрмог брда које је Јеврејима и хришћанима познато као Храмовна гора, у огромној правоугаоној структури на врху равне платформе, стварајући тако више простора за сам Храм, његове помоћне зграде и велики број поклоника и посјетилаца.
У једној од неколико различитих муслиманских традиција, то је мјесто на којем је исламски пророк Мухамед везао свог крилатог коња, Ел Бурака, на путовању Исра и Мираџ у Јерусалим прије него што се уздигао у рај, и представља источну границу „Племенитог светилишта” (арап. الحرم الشريف‎, al-Ḥaram al-Šarīf) џамије Ел Акса.
Светост Зида плача у јудаизму резултат је његове близине Храмовној гори. Због ограничења уласка на Храмовну гору, Зид је најсветије мјесто на коме је Јеврејима дозвољено да се моле, иако се Камен Темељац, најсветије мјесто у јудаизму, налази испод. Првобитно, природни и неправилни облик Храмовне горе постепено је прошириван да би се на његовом врху могао изградити што већи храм. Овај поступак довршио је Ирод, који је брдо затворио готово правоугаоним сетом потпорних зидова, направљени да подупиру платформу Храма и користећи опсежне подконструкције и попуњавање земљом како би природном брду дао геометријски правилан облик. На овој структури налик кутији, Ирод је изгрдио огромну поплочану платформу које је окруживала Храм. Од четири потпорна зида, западни се сматра најближим бившој Светињи над светињама, што га чини најсветијим мјестом у јудаизму изван претходне платформе Храмовне горе.
Нешто више од половине укупне висине зида, укључујући његових 17 редова смјештених испод нивоа улице, датира с краја периода Другог храма и обично се сматра да је изграђен за вријеме Ирода Великог 19. године прије н. е, мада недавна ископавање показују да посао није био завршен до тренутка Иродове смрти 4. године прије н. е. Веома велики камени блокови доњих токова су иродијски, редови камења средње величине изнад њих додати су за вријеме Умајида, док су ситни каменчићи из највиших редова новијег датума, нарочито из времена Османлија.
Израз Западни зид и његове варијације углавном се користе у ужем смислу за дио који Јевреји традиционално користе за молитву, док је назив „Зид плача” добио због праксе Јевреја који плачу на том мјесту због уништења Храмова. За вријеме хришћанске римске владавине над Јерусалимом (око 324—638), Јеврејима је био потпуно забрањен приступ Јерусалиму изузев за Тиша беав, дан жалости за Храмовима, а на овај дан Јевреји би плакали на својим светим мјестима. Израз „Зид плача” готово су искључиво користили само хришћани, а оживио је током нејеврејске контроле између британске владавине од 1920. до Шестодневног рата 1967. године. Израз „Зид плача” не користе религиозни Јевреји, а избјегавају га и они други који га сматрају погрдним.
У ширем смислу, „Западни зид” може представљати читав потпорни зид дугачак 488 м на западној страни Храмовне горе. Класични дио сада је окренут према великом тргу у Јеврејској четврти, близу југозападног угла Храмовне горе, док је остатак зида скривен иза грађевина у Муслиманској четврти, са малим изузетком дијела од 8 м, тзв. Малог западног зида. Сегмент западног потпорног зида који се традиционално користи за јеврејску литургију, познат као „Западни зид” или „Зид плача”, има посебну важност јер никада није био потпуно заклоњен средњовјековним зградама и приказује много више првобитно иродијског камена од „Малог западног зида”. У религијском смислу, претпоставља се да је „Мали западни зид” био још ближи Светињи над светињама, а самим тим и „Божјем присуству” (Шхина), као и подземна Воренова врата, која су била недоступна Јеврејима од 12. вијека до дјелимичног ископавања у 20. вијеку, чак и више.
Иако се зид сматра муслиманском имовином као саставни дио имовине „Племенитог светилишта” и вакуфа у Мароканској четврти, јеврејско право на молитву и ходочашће постоје као дио status quo. Овај став потврђен је на међународној комисији 1930. током периода британског мандата.
Најранији извор који ово мјесто помиње као мјесто јеврејског богослужења је из 17. вијека. Претходна мјеста на којима су Јевреји оплакивали уништење Храмова, када им је био забрањен приступ граду, налазили су се на истоку, на Маслиновој гори и Кедронској долини у подножју. Од средине 19. вијека па надаље, Јевреји су покушали да купе права на зид и његову непосредну околину, али ниједан покушај није био успјешан. Успоном ционистичког покрета почетком 20. вијека, зид је постао извор несугласица између јеврејске и муслиманске заједнице, јер су се муслимани бринули да ли би се зид могао користити за даље јеврејске претензије на Храмовну гору, а тиме и на Јерусалим. Током овог периода избијање нереда у подножју зида постало је уобичајено, од којих се издвајају нереди из 1929. када је убијено 133, а рањено 339 Јевреја. Послије Арапско-израелског рата 1948. године, источни дио Јерусалима је заузео Јордан. Под јорданском контролом Јевреји су у потпуности протјерани из Старог града, укључујући и Јеврејску четврт, а Јеврејима је био забрањен улазак у Стари град 19 година, чиме је заправо забрањена јеврејска молитва код Западног зида. Овај период се завршио 10. јуна 1967. године, када је Израел стекао контролу над Зидом током Шестодневног рата. Три дана након успостављања контроле над околином Западног зида, израелске власти су булдожером рашчистиле Мароканску четврт како би се створило више простора за садашњи Трг Западног зида.